# Conrado da Baviera
Konrad da Baviera ou Conrado da Baviera (em alemão:  Konrad Luitpold Franz Joseph Maria Prinz von Bayern; Munique, 22 de novembro de 1883 – Hinterstein, 6 de setembro de 1969) foi um membro da Casa Real Bávara de Wittelsbach.

## Início de vida
Konrad nasceu em Munique, Baviera. Era o filho mais novo do Príncipe Leopold, da Baviera e de sua esposa Arquiduquesa  Gisela da Áustria.
Durante a Primeira Guerra Mundial, tal como o seu irmão mais velho Georg, Konrad serviu no exército Bávaro, principalmente na Frente Oriental como um comandante da 2.ª Cavalaria Pesada Real da Baviera "Arquiduque Francisco Ferdinando da Áustria". Konrad chegou ao posto de Major e demitiu-se do exército a 6 de fevereiro de 1919.

## Casamento
A 8 de janeiro de 1921 o Príncipe Konrad casou-se com a Princesa de Bona Margherita de Sabóia-Génova, a filha do Príncipe Tomaso de Sabóia-Génova e a Princesa Isabel da Baviera. O casamento teve lugar no Castello Agliè em Piemonte, Itália.
O casal teve dois filhos:
| Nome                              | Nascimento          | A morte              | Notas                                                                  |
| --------------------------------- | ------------------- | -------------------- | ---------------------------------------------------------------------- |
| Princesa Amalie Isabel da Baviera | 1921                | 1985                 | casou com Umberto Poletti; com descendência                            |
| Príncipe Eugen da Baviera         | 16 de julho de 1925 | 1 de janeiro de 1997 | casado com a Condessa Helene von Khevenhüller-Metsch; sem descendência |

## Pós-II Guerra Mundial
No final da Segunda Guerra Mundial, o Príncipe Konrad foi preso pelos militares franceses em Hinterstein. Ele foi levado para Lindau e temporariamente internado no hotel Bayerischer Hof, em conjunto com Guilherme, Príncipe Herdeiro da Alemanha  e o ex-diplomata Nazi Hans Georg von Mackensen, entre outros. A Princesa Bona, que trabalhou durante a guerra como enfermeira, ficou, depois, com os seus parentes em Saboia. Foi proibida de entrar na Alemanha e não se reuniu com a sua família até 1947. Anos mais tarde, o Príncipe Konrad trabalhou no Conselho da montadora alemã NSU.

## Morte
O Príncipe Konrad da Baviera, morreu a 6 de setembro de 1969, em Hinterstein no Oberallgäu, região da Baviera. Está enterrado no Mosteiro de  Andechs, na Baviera.